# Działkowicze (Strzyżki)
Działkowicze (Mstowo-Majątek lub Mstowo) – część wsi Strzyżki w Polsce, położona w województwie kujawsko-pomorskim, w powiecie włocławskim, w gminie Chodecz.
W latach 1975–1998 Działkowicze administracyjnie należała do województwa włocławskiego.
Na skanach map w tym miejscu występuje napis Mstowo. Uchwała Rady Gminy o propozycji zmiany nazwy miejscowości z Mstowo na Mstowo-Majątek.